# Hera (Raumfahrtmission)

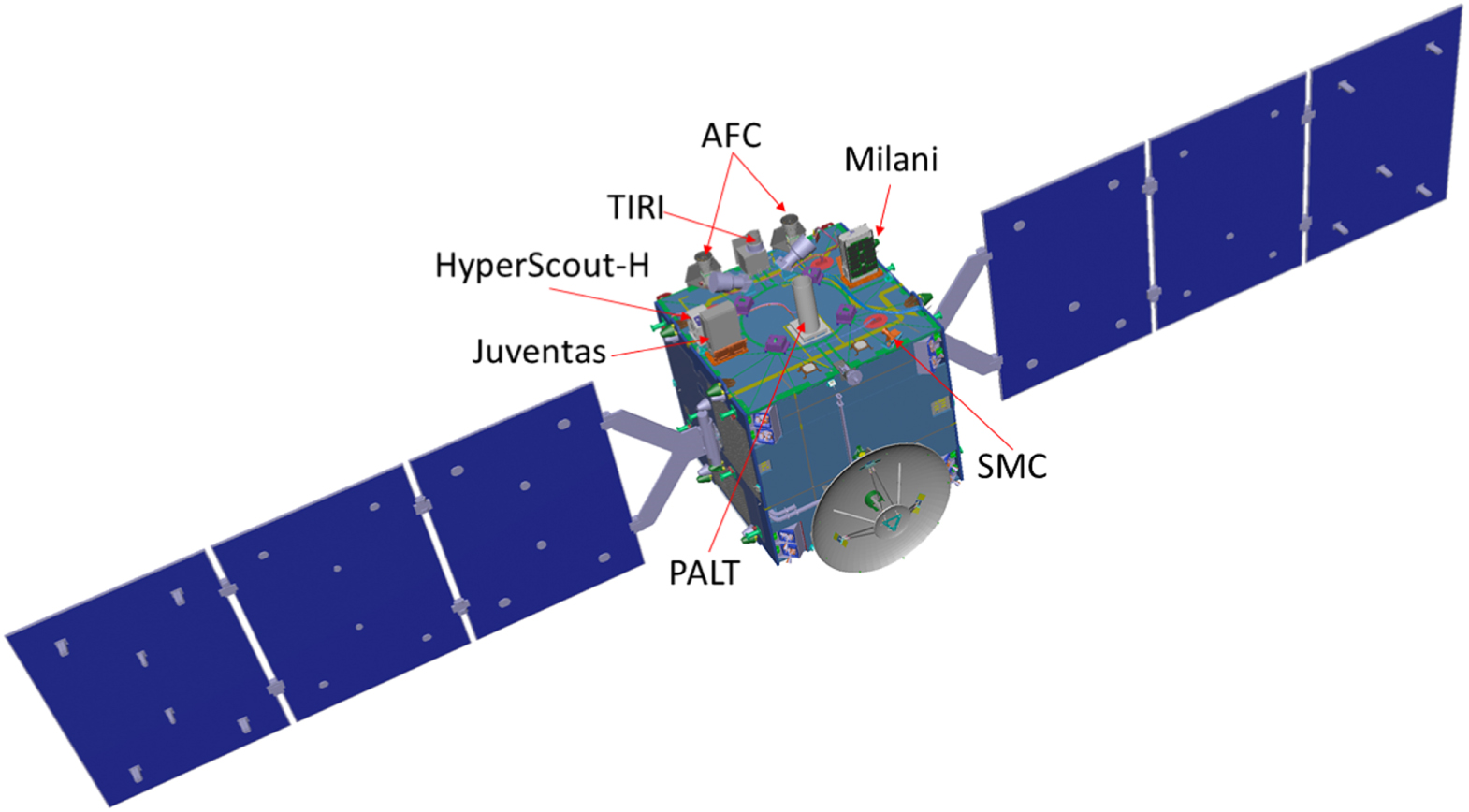
Hera

Hera ist eine am 7. Oktober 2024 gestartete Raumfahrtmission der ESA zu dem erdnahen Doppelasteroiden Didymos/Dimorphos. Hera bildet einen Teil des Asteroid Impact & Deflection Assessment (AIDA), das entwickelt wurde, um auf die Bedrohung der Erde durch erdnahe Asteroiden reagieren zu können. Die Sonde Double Asteroid Redirection Test (DART) der NASA schlug am 26. September 2022 planmäßig auf Dimorphos ein. Im Anschluss daran kann Hera die Auswirkungen des Einschlags und die Möglichkeiten zur Ablenkung von Asteroiden im Detail ausloten.

## Vorgeschichte
Die Wurzeln des Projekts reichen zurück in das Jahr 2004 zu einem Bericht des Near-Earth Object Mission Advisory Panel (NEOMAP) der ESA: Die Erde werde durch erdnahe Asteroiden bedroht, und man empfahl der Behörde die Weiterverfolgung des Don-Quijote-Projekts. Das blieb in der Planungsphase stecken, jedoch wurden davon wesentliche Konzepte bei AIDA, AIM, DART und Hera übernommen.
Die Asteroid Impact Mission (AIM) sollte nach der Planung ein Teil von AIDA werden. Die Finanzierung für das Projekt wurde jedoch vom ESA-Ministerrat 2016 gestrichen und damit die Beteiligung an AIDA faktisch eingestellt. Anschließend beschloss die NASA, DART auf jeden Fall zu starten, falls notwendig auch ohne europäische Beteiligung.
Hera wurde 2018 schließlich das ESA-Nachfolgeprojekt von AIM, jedoch mit einem anderen Missionskonzept. Der Bau der Sonde und ihrer Begleitsatelliten wurde 2018 beschlossen und am 15. November 2020 an OHB vergeben.
Für AIDA wurde der Asteroid (65803) Didymos (Durchmesser 780 m) mit seinem ihn in einem Abstand von 1,2 km umkreisenden, mit einem Durchmesser von 160 m wesentlich kleineren Begleiter Dimorphos ausgewählt. DART schlug am 26. September 2022 um 23:14 Uhr UTC auf Dimorphos ein, und man konnte die Bahnveränderungen messen. Hera wird einige Jahre nach dem Einschlag eintreffen und die Auswirkungen des Einschlags auf die Asteroiden analysieren.

## Missionsziele
Hera ist weniger eine Wissenschaftsmission zur Erforschung eines Asteroiden als vielmehr ein Teil des Weltraumsicherheitsprogramms der ESA im Rahmen von Space Safety, einer der vier „ESA Pillars“. Das primäre Ziel ist die Auslotung der Möglichkeiten zur Asteroidenabwehr. Die Mission wird daher aus Mitteln zur Verbesserung der Weltraumsicherheit finanziert und nicht aus dem Budget für Wissenschaftsmissionen. Die Säule Space Safety beschäftigt sich mit der Entdeckung, Beobachtung, Vorhersage und Abwehr möglicher Risiken durch Objekte oder Naturphänomene im Weltraum, die für das Leben auf der Erde oder die Infrastruktur im All gefährlich werden könnten.

### Bestimmung der Auswirkungen von DART
Für die Bestimmung der Wirkung von DART ist eine präzise Massenbestimmung des Asteroiden erforderlich. Der Impuls von DART ist bekannt, jedoch ist nicht bekannt, welcher Anteil des Impulses durch entweichendes Material aus dem System verschwindet. Ebenso ist es notwendig, dass die Menge des herausgeschleuderten Materials bestimmt wird und zu erfahren, welcher Anteil davon sich nach dem Einschlag auf den beiden Asteroiden wieder abgesetzt hat, außerdem muss abgeschätzt werden, wie stark das Material komprimiert wurde.

### Technologietests
Bei der Mission sollen neue Methoden zur Navigation und Lageregelung im Tiefraum getestet werden, zudem die Kommunikation in einem Netzwerk zwischen Hera, den Cubesats und den Bodenstationen. Die Signallaufzeiten zur Sonde und zurück sind bis zu 45 Minuten lang, somit muss die Sonde weitgehend autonom arbeiten. Getestet wird die autonome Annäherung an den Asteroiden in einem sehr schwachen Gravitationsfeld. Ein großer Teil der Tests bezieht sich dabei nicht auf die verschiedenen Instrumente und Raumfahrzeuge an sich, sondern auf die dabei verwendete Software zur Steuerung und Kommunikation. Die Systeme sollen in der Lage sein, die Daten von mehreren Sensoren und Raumfahrzeugen auszutauschen und gleichzeitig in Echtzeit auszuwerten, um damit ein genaues Bild von der Umgebung im Raum zu gewinnen. Die Software soll des Weiteren in Echtzeit Fehler erkennen, analysieren und Probleme eigenständig lösen können, ohne dass ein Eingreifen durch die Missionskontrolle notwendig ist.
Später sollen die getesteten Technologien bei der japanischen Mission Martian Moons Exploration zur Probenentnahme auf Phobos zur Anwendung kommen. Sie sollen die Entwicklung von flexibel ausgestatteten, mit verteilten Systemen arbeitenden Raumfahrzeugen vorbereiten, die wechselnde Aufgaben erledigen können und damit neuartige interplanetare Missionen ermöglichen. Insgesamt wird der technologische Reifegrad vieler Komponenten erhöht, wovon nachfolgende Missionen profitieren können. Die Hera-Plattform selbst soll später auch für andere Tiefraummissionen einsetzbar sein.

### Asteroidenforschung
Daneben liefert die Mission auch wissenschaftliche Beiträge zur Erforschung der Asteroiden.
- Erste direkte Annäherung an einen binären erdnahen Asteroiden.
- Erste Untersuchung unterhalb der Oberfläche und der inneren Eigenschaften eines Asteroiden
- Erfassung der Oberflächenstruktur und der Beweglichkeit von Regolith auf (65803) Didymos und Dimorphos. Einsicht, wie die Materialeigenschaften mit der Entstehung des Asteroiden zusammenhängen.
- Vergleich der Oberflächen von zwei Körpern von unterschiedlicher Größe und Oberflächengravitation am selben Ort.
- Direkte Messung der Eigenschaften eines Asteroiden, der sich an der Grenze zwischen Zusammenhalt durch Gravitation und Zusammenhalt durch andere Kräfte befindet.
- Untersuchung eines Asteroiden, dessen Umdrehungsgeschwindigkeit nahe an der Stabilitätsgrenze ist.
- Erste Untersuchung eines Kraters vor Ort, bei dem der Impuls (Masse, Geschwindigkeit und Richtung) des Einschlagkörpers genau bekannt ist.
- Untersuchung von frischem Material, das noch nicht lange der Verwitterung ausgesetzt war.
- Antwort auf die Frage, warum der Krater, der durch den Impactor von Hayabusa2 ausgelöst wurde, größer wurde als vorausberechnet. Wurde dieses durch die Schwerkraft bedingt oder ist die Theorie zur Formung von Kratern unter schwacher Schwerkraft fehlerhaft?[7]

Darüber hinaus soll während des Anflugs zu Didymos ein naher Vorbeiflug an einem weiteren Asteroiden versucht werden. Dabei könnten die Instrumente getestet und kalibriert und Daten über den Asteroiden gesammelt werden. Das mögliche Ziel hängt vor allem davon ab, an welchem Tag während des Startfensters der Start erfolgt, außerdem von den genauen Daten der Flugbahn beim Verlassen der Erdumlaufbahn. Erst nach dem Start entscheidet sich, ob und an welchem Asteroiden ein solcher Vorbeiflug erfolgen kann.

## Raumfahrzeug
Die Mission soll sowohl wenig Kosten verursachen als auch innovativ sein. Es wurden dabei hauptsächlich bereits bewährte Bauteile verwendet. Beim Design wurden Erfahrungen aus der Rosetta-Mission zu dem Kometen Tschurjumow-Gerassimenko berücksichtigt. Ein Großteil der Innovation besteht in den Softwarekomponenten und der dadurch verbesserten Autonomie des Raumfahrzeugs. Eines der Ziele hierbei war, zu verhindern, dass die Sonde zu irgendeinem Zeitpunkt automatisch in den Sicherheitsmodus wechselt. Die Gefahr wäre dabei zu groß, dass sie sich aus dem schwachen Gravitationsfeld herausbewegt oder auf einem der beiden Asteroiden aufschlägt, noch bevor der Fehler analysiert oder behoben ist.
Das Gehäuse hat die Maße von 2,2 × 2 × 1,8 m, die beiden Solarmodule verfügen zusammen über eine Fläche von 8,7 m². Am Ziel beträgt die Sonneneinstrahlung noch 17 % der Einstrahlung bei der Erde. Die Sonde an sich wiegt 350 kg, voll betankt besitzt sie eine Startmasse von 870 kg. Der Antrieb basiert auf Hydrazin.

### Kommunikation
Es gibt zwei X-Band-omnidirektionale Niedergewinnantennen. Hera verfügt über eine Hauptantenne für X-Band-Kommunikation. Die 113-Zentimeter-Hochgewinnantenne besteht aus Kohlenstofffasern und wurde von High Performance Space Structure Systems GmbH (HPS) in München hergestellt. Die Antenne ist eine etwas vergrößerte Version der Antenne, die für Euclid entwickelt wurde. Die Antenne hat einen sehr kleinen Öffnungswinkel von 0,5°, nur sehr kleine Nebenkeulen und muss daher sehr präzise ausgerichtet werden, erreicht aber dafür einen hohen Antennengewinn. Sie wird in Entfernungen von bis zu 400 Mio. km bzw. 2,6 AE von der Erde eingesetzt. Die Hochgewinnantenne nutzt zwei Wanderfeldröhren mit jeweils 70 Watt Sendeleistung, dazu kommen zwei kleine Sender für die beiden Niedergewinnantennen.
Hera soll darüber hinaus mit zwei omnidirektionalen Sendern und zwei Patchantennen im S-Band mit den Cubesats im S-Band kommunizieren und mit Dopplermessungen das Schwerefeld vermessen. Die Cubesats haben keine Richtantenne und nur schwache Sender. Die Signale der Cubesats werden von Hera als Relaisstation empfangen und zur Erde weitergesendet.

## Bau
Der Auftrag zum Bau der Sonde mit einem Volumen von knapp 130 Millionen Euro wurde am 15. September 2020 an OHB in Bremen vergeben.

## Bodensegment
Die Missionskontrolle (MOC) für den Start, LEOP und die gesamte Mission liegt bei ESOC in Darmstadt. Für die kritische LEOP wurde das ESTRACK-Antennennetzwerk von den Stationen Goldstone und Canberra des DSN mit Telemetriedaten unterstützt. Während Hera selbst im ESOC gesteuert wird, so haben die beiden Cubesats jeweils eigene Missionsteams, die im ESEC in Redu beheimatet sind und von dort aus unterstützt werden.

## Start
Die Sonde startete von der Cape Canaveral Space Force Station in Florida, USA, am 7. Oktober um 14:52 UTC mit einer SpaceX Falcon 9 Trägerrakete. Der Start verlief in allen Stufen nominal. Der Booster musste in diesem Fall die maximale Treibstoffmenge einsetzen und konnte aus diesem Grund nicht wiederverwendet werden und trat in eine suborbitalen Flugbahn ein. Die zweite Stufe brachte die Sonde wie geplant in zwei Brennphasen auf eine Fluchtgeschwindigkeit und in eine Sonnenumlaufbahn.

## Vorbeiflug an Mars und Deimos
Am 12. März 2025 erfolgte ein Vorbeiflug an Mars in einer Entfernung von 5000 km, dabei gelangen Aufnahmen vom Mars-Mond Deimos aus einer Entfernung von 1000 km. Der Vorbeiflug wurde genutzt, um drei Instrumente an der Marsoberfläche und an Deimos zu testen. Getestet wurde die Erkennung von Oberflächenmerkmalen mit der Asteroid Framing Camera, die für die autonome Ausrichtung der Sonde und die Navigation genutzt wird. Die Hyperscout Hyperspektralkamera wurde ebenfalls eingesetzt. Die Aufnahmen zeigen die Leistungsfähigkeit der Kamera und können für die Kalibrierung genutzt werden. Getestet wurde außerdem die Infrarotkamera. Das Altimeter war außerhalb der Reichweite für einen Test.
Der Vorbeiflug beschleunigte die Sonde in Richtung Didymos, sparte Treibstoff und verkürzte die Flugdauer um mehrere Monate. Die von Deimos gewonnenen Daten fließen ein in die Planung von Martian Moons eXploration.

## Instrumente

### Asteroid Framing Camera
Die Asteroid Framing Camera (AFC) stammt von Jena-Optronik in Deutschland und beruht auf der ASTROhead-Kamera, allerdings mit einer an die Hera-Mission angepassten Optik. Die ASTROhead hat sich bereits bei anderen Missionen bewährt und wurde unter anderem auf dem Mission Extension Vehicle von Northrop Grumman und bei der Raumsonde Dawn eingesetzt, wo sie während der gesamten Missionsdauer von 11 Jahren fehlerfrei funktionierte. Da die Kamera missionskritisch ist und sowohl zur Navigation, als auch für die Abbildung der Asteroiden dient, sind zwei redundante Kameras verbaut, die vom Max-Planck-Institut für Sonnensystemforschung in Göttingen gespendet wurden. Eine davon war eine eingemottete Ersatzkamera für Dawn, eine weitere wurde aus den noch vorhandenen Ersatzteilen zusammengebaut und für den Einsatz zertifiziert. Die beiden Kameras wiegen zusammen mit Stromversorgung und Datenspeicher 5,5 kg und benötigen 18 W elektrische Leistung für den Betrieb. Die Kameras verfügen über ein Filterrad mit 8 Filtern für den Spektralbereich zwischen sichtbarem Licht und Nahinfrarot sowie einen auf −60 °C gekühlten CCD-Sensor. Ein Testmodell der Kamera wurde Anfang 2019 an GMV in Spanien ausgeliehen, das die Navigationssoftware entwickelt.
| Technische Daten von AFC | Technische Daten von AFC                                |
| ------------------------ | ------------------------------------------------------- |
| Sichtfeld                | 5,5°                                                    |
| Brennweite               | 106 mm                                                  |
| Apertur                  | 25 mm                                                   |
| Bildgröße                | 1020 × 1020 Pixel                                       |
| Spektralbereich          | 420–850 nm                                              |
| Masse                    | 5,5 kg                                                  |
| Winkelauflösung          | 94,1 Microrad/Pixel (94,1 cm/Pixel in 10 km Entfernung) |

### Lidar und Laseraltimeter PALT
Das Planetary ALTimeter (PALT) ist ein Lidar und misst die Entfernung zum Asteroiden über die Laufzeit eines von diesem reflektierten Laserstrahl von 1,535 μm Wellenlänge (Nahinfrarot). Der Laser-Fußabdruck ist 1 mrad, d. h. 10 m bei einem Abstand von 10 km. PALT unterstützt die Navigation vom nahen Vorbeiflug bis zu den Landemanövern. Es gewinnt wissenschaftliche Daten wie Relativgeschwindigkeit, Fallgeschwindigkeit und Reflexionsgrad bei der Wellenlänge des Lasers. Es unterstützt die Rekonstruktion der Form, die Massenbestimmung, die Dichtebestimmung und die Oberflächentopografie.
| Technische Daten von PALT                          | Technische Daten von PALT     |
| -------------------------------------------------- | ----------------------------- |
| Laserpulsenergie                                   | 100 μJ                        |
| Pulsdauer                                          | 2 ns                          |
| Durchlässigkeit Emitter                            | 0,96                          |
| Durchlässigkeit Empfänger                          | 0,93                          |
| Empfängerapertur                                   | 70 mm                         |
| Laserwellenlänge                                   | 1535 nm                       |
| Arbeitsdistanz                                     | 100 m bis 14 km               |
| Genauigkeit der Abstandsmessung                    | < 50 cm                       |
| Laser-Fußabdruck                                   | 1 mrad (1 m aus 1 km Abstand) |
| Masse (Optische Einheit mit Blende und Elektronik) | 2,5 kg                        |

### Infrarotkamera
Der Thermal Infrared Imager (TIRI) kann den Asteroiden im mittleren Infrarot abbilden und wird Auskunft über die Oberflächentemperaturen geben. Aus diesen Informationen will man dann weitere Eigenschaften der Oberfläche wie die Korngrößen und Porosität ableiten. Das Instrument ist ein Beitrag der japanischen Raumfahrtbehörde JAXA zur Mission und ist eine verbesserte Version des Instruments, das bereits auf Hayabusa 2 eingesetzt wurde. Das neuere Instrument hat kleinere Pixel, eine größere Empfindlichkeit und deutlich höhere Auflösung bei gleichem Sichtfeld. Das Instrument muss nicht gekühlt werden.
| Technische Daten von TIRI         | Technische Daten von TIRI          |
| --------------------------------- | ---------------------------------- |
| Detektor                          | Lyndred PICO1024 Gen2              |
| Wellenlänge                       | 8–14 μm                            |
| Pixel                             | 1024 (horizontal) × 768 (vertikal) |
| Pixelgröße                        | 17 μm                              |
| Sensorfläche                      | 17,5 × 13,1 mm                     |
| Genauigkeit der Temperaturmessung | ~3K                                |
| Temperaturbereich                 | 150 ~ 450K                         |
| Sichtfeld                         | 13,3° × 10,0°                      |
| Winkelauflösung (IFOV)            | 0,226 mrad (0,013°/pixel)          |
| Gehäusemaße                       | 150 × 180 × 230 mm                 |
| Masse                             | 4,2 kg (3,5 kg + Toleranz 0,7 kg)  |

### Hyperscout
Der Hyperscout ist ein hyperspektraler Bildgeber; er macht Aufnahmen in 45 sichtbaren und infraroten Spektralbändern. Das Instrument hilft bei der Bestimmung der Zusammensetzung der Oberfläche und wurde von Cosine Measurement Systems in Sassenheim, Südholland entwickelt.
| Technische Daten von Hyperscout | Technische Daten von Hyperscout |
| ------------------------------- | ------------------------------- |
| Sichtfeld                       | 31° × 16°                       |
| Brennweite                      | 41,25 mm                        |
| Pixelgröße                      | 5,5 μm                          |
| Spektralbereich                 | 400–1000 nm                     |
| Bandbereiche                    | 45                              |

### Radioexperiment
Das Radio Science Experiment (RSE) sendet Funksignale, anhand von Dopplerverschiebung und Laufzeiten kann man die präzise Position und Bewegung der Sonde bestimmen. Aus den Daten lassen sich die Masse und die Massenverteilung innerhalb von Didymos messen – das, was man beim Mond Mascons nennt. Die Genauigkeit kann durch die Daten der CubeSats weiter verbessert werden. Für das Radioexperiment wird außer den Schaltkreisen für den Tongenerator keine eigene Hardware benötigt, es wird mit den vorhandenen Transpondern und Antennen durchgeführt.

## Cubesats
Die beiden Cubesats werden weitere Nutzlasten mitführen. Sie haben jeweils das 6U-XL Format und damit ungefähr die Größe eines Aktenkoffers und haben vollgetankt ein Gewicht von jeweils ca. 12 kg. Sie sind dreiachsenstabilisiert und haben ein Kaltgassystem zur Lageregelung. Die Cubesats sind wesentlich kleiner und leichter als Hera; sie können größere Risiken eingehen und sich stärker der Oberfläche nähern. Beide Cubesats werden bei der Ankunft von Hera ausgesetzt und sollen mit ihren schwachen Sendern ihre Daten an Hera weiterleiten. Bei der NASA Marsmission InSight spielten Cubesats eine wichtige Rolle, und nun werden auch von der ESA erstmals Cubesats bei einer Tiefraummission eingesetzt. Für die genaue Vermessung des Schwerefelds wird die Dopplerverschiebung der Radiosignale der beiden Cubesats ausgewertet.

### Milani
Der Cubesat Milani, benannt nach dem Astronomen Andrea Milani Comparetti, trägt einen hyperspektralen Bildgeber (ASPECT) mit einer räumlichen Auflösung von 1 m sowie einen thermogravimetrischen Staubdetektor (VISTA) für Partikel mit einer Größe von etwa 5–10 μm, um die Materialien der Oberfläche und die elementare Zusammensetzung von Didymos und Dimorphos zu erforschen.
Der CubeSat trug anfangs den Namen Asteroid Prospection Explorer (APEX) und wurde von einem schwedisch, finnischen, tschechischen und deutschen Konsortium entwickelt. Der Cubesat soll außerdem ein Instrument zur Messung von Magnetfeldern haben.
Ziele von Milani
- Abbildung der gesamten Zusammensetzung der beiden Asteroiden
- Beschreibung der Oberflächen
- Untersuchung der Wirkungen des Einschlags auf beide Asteroiden
- Unterstützung bei der Messung des Schwerefelds
- Beschreibung von Staubwolken rund um die Asteroiden

#### ASPECT
Das Instrument hat vier unabhängig arbeitende Kanäle im Bereich zwischen sichtbarem Licht (VIS), Nahinfrarot (NIR) und langwelligem Infrarot (SWIR). Jeder Kanal hat einen eigenen Sensor, der unabhängig von den anderen Kanälen arbeitet. Der SWIR-Sensor kann nur Punktmessungen machen.
| Technische Daten von ASPEKT | Technische Daten von ASPEKT | Technische Daten von ASPEKT | Technische Daten von ASPEKT | Technische Daten von ASPEKT |
| --------------------------- | --------------------------- | --------------------------- | --------------------------- | --------------------------- |
| Kanal                       | VIS                         | NIR1                        | NIR2                        | SWIR                        |
| Sichtfeld                   | 10° × 10°                   | 6.7° × 5.4°                 | 6.7° × 5.4°                 | 5° kreisförmig              |
| Spektralbereich             | 500 – 900 nm                | 850 – 1275 nm               | 1225 – 1650 nm              | 1600 – 2500 nm              |
| Bildgröße                   | 1024 × 1024 Pixel           | 640 × 512 Pixel             | 640 × 512 Pixel             | 1 Pixel                     |
| Pixelgröße                  | 5,5 µm × 5,5 µm             | 15 µm × 15 µm               | 15 µm × 15 µm               | 1 mm                        |
| Zahl der Bänder             | 14                          | 14                          | 14                          | 30                          |
| Spektrale Auflösung         | < 20 nm                     | < 40 nm                     | < 40 nm                     | < 40 nm                     |

#### VISTA
| Technische Daten von VISTA | Technische Daten von VISTA                                                                                          |
| -------------------------- | --- |
| Sensortyp                  | Quarzkristall-Mikrowaage (QCM)                                                                                      |
| Resonanzfrequenz           | 10 MHz |
| Abmessungen                | 50 mm × 50 mm × 38 mm                                                                                               |
| Sensorfläche               | 1,5 cm² |
| Erfassbare Partikelgröße   | 5–10 μm bis Sub-μm Partikel                                                                                         |
| Messmethoden               | 1. Ablagerungen von Staub und Verunreinigungen (Passiver Betrieb) 2. Thermogravimetrische Analyse (Aktiver Betrieb) |
| Masse                      | 90 g |

### Juventas
Der Cubesat Juventas, benannt nach der Tochter der Göttin Hera, trägt ein Bodenradar (JuRa für Juventas Radar), das den inneren Aufbau von Dimorphos erforscht. Das Instrument ist eine verbesserte Version zu CONSERT, das auf Rosetta verwendet wurde. Juventas ist ein gemeinsames Projekt von GomSpace in Dänemark, der GMV-Niederlassung in Rumänien, EmTronIX in Luxemburg und Astronika in Polen. Für die Lieferung des Cubesats samt Nutzlasten wurde zwischen GomSpace als Generalunternehmer und ESA ein Vertrag im Umfang von ca. 11 Millionen € abgeschlossen. Die Abmessungen sind circa 30 × 20 × 10 cm. Der Cubesat hat vier 1,5 m lange Antennen, die rechtwinklig zueinander ausgefahren werden. Damit erzeugt er ein zirkular polarisiertes Radarsignal. Das Radarsignal soll bis zu 100 m tief unter die Oberfläche eindringen.
Für die Navigation hat Juventas Beschleunigungssensoren und Gyroskope, außerdem werden zur Lagekontrolle während der Umläufe von 11,9 Stunden Startracker und eine Kamera eingesetzt. Wenn Juventas landet, wird mit den Beschleunigungssensoren das Verhalten beim Auftreffen gemessen. Dadurch will man einen Eindruck von den mechanischen Eigenschaften des Gesteins erhalten, aus dem der Asteroid besteht, der nur ein sehr schwaches Schwerefeld besitzt.
Ziele von Juventas
- Untersuchung des Schwerefelds von Dimorphos
- Bestimmung des inneren Aufbaus von Dimorphos
- Untersuchung der Eigenschaften der Oberfläche von Dimorphos

| Technische Daten von Juventas | Technische Daten von Juventas                    |
| ----------------------------- | ------------------------------------------------ |
| Maße                          | 6U-XL Cubesat                                    |
| Antrieb                       | Kaltgas                                          |
| Kommunikation                 | S-Band                                           |
| Primäre Nutzlasten            | JuRa + GRASS                                     |
| Masse                         | 5,5 kg, 12 kg betankt                            |
| Beobachtungsorbit             | SSTO (Self-stabilizing Terminator Orbits) 1–5 km |

#### GRASS
Gravimeter for the Investigation of Small Solar System Bodies
| Technische Daten von GRASS                                                                   | Technische Daten von GRASS |
| -------------------------------------------------------------------------------------------- | -------------------------- |
| Abmessungen                                                                                  | < 0.2 U                    |
| Umfang des Messbereichs                                                                      | 50 mGal                    |
| Messgenauigkeit für den absoluten Betrag des Schwerefeldvektors an der Asteroidenoberfläche  | < 0.002 mGal               |
| Messgenauigkeit für die absolute Richtung des Schwerefeldvektors an der Asteroidenoberfläche | < 0.1°                     |
| Masse                                                                                        | < 380 g                    |

#### JuRa
Das Synthetic Aperture Radar, bei dem Sender und Empfänger mit derselben Antenne arbeiten – ein sogenanntes „monostatisches Radar“ –, arbeitet mit der relativ niedrigen Mittelfrequenz von 60 MHz (daher die Abkürzung „LFR“ für Low Frequency Radar), wodurch man bis zu 100 m weit in die Tiefe blicken kann. Mit diesem Gerät, das für Phasen von jeweils 45 Minuten in Betrieb gesetzt wird, sollen erstmals Einblicke in die inneren Strukturen eines Asteroiden möglich sein.
| Technische Daten von JuRa | Technische Daten von JuRa                           |
| ------------------------- | --------------------------------------------------- |
| Volumen                   | <1 U (für die Elektronik)                           |
| Frequenz                  | 60 MHz Mittelfrequenz mit 20 MHz Bandbreite         |
| Polarisation              | linear, optional zirkular                           |
| Antenne                   | zwei Kreuzdipole mit vier 1,5 m ausfahrbaren Stäben |
| Masse                     | < 1300 g                                            |
| Auflösung                 | 15 m vertikal, Signal-Rausch-Verhältnis −40 dB      |

### Inter-Satellite Link (Radioexperiment)
Die Funkverbindung zwischen Hera und den Cubesats wird für die Messung des Schwerefelds herangezogen. Dopplermessungen erlauben die Erfassung des von den beiden Geschwisterasteoriden gebildeten, gemeinsamen Schwerefelds.